# Alexander von Schoeler

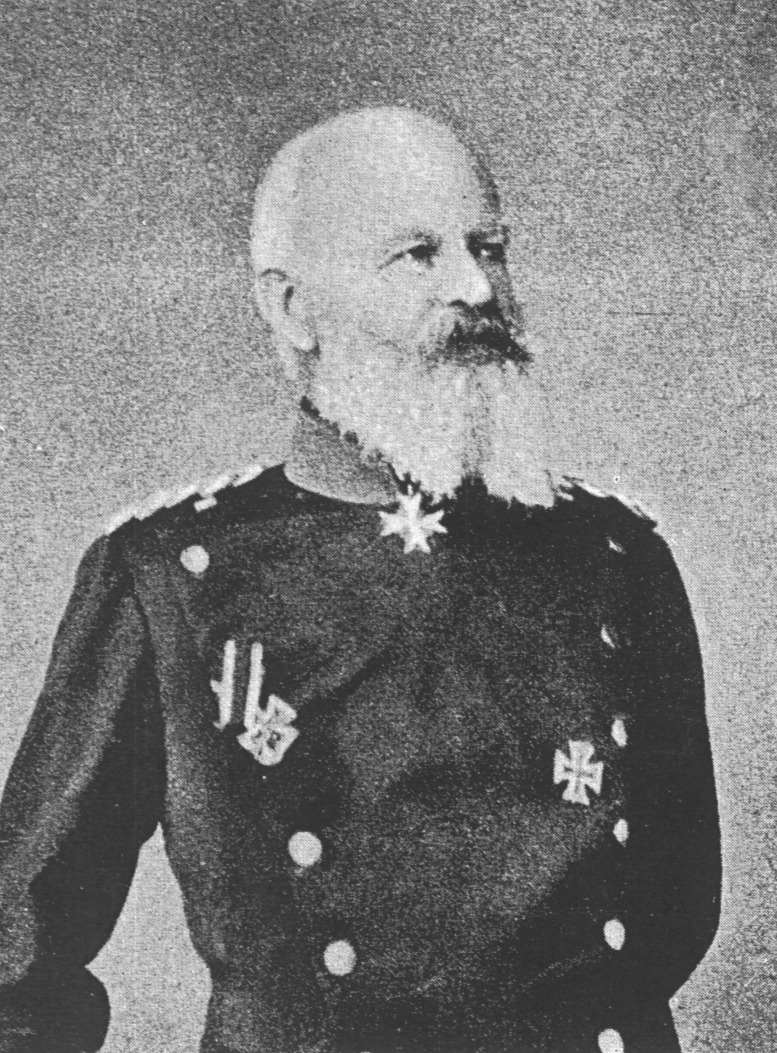
Alexander von Schoeler

Theodor Alexander Viktor Ernst von Schoeler (* 22. März 1807 in Potsdam; † 23. August 1894 in Coburg) war ein preußischer General der Infanterie.

## Leben

### Herkunft
Alexander war ein Sohn des späteren preußischen Generals der Infanterie und Direktor des Allgemeinen Kriegsdepartements Moritz von Schoeler (1771–1855) und dessen Ehefrau Eleonore, geborene Burggräfin und Gräfin von Dohna-Lauck (1777–1855). Sein Großvater väterlicherseits war der Generalmajor Johann Friedrich Wilhelm von Schoeler, und sein Großvater mütterlicherseits Generalmajor August Burggraf und Graf zu Dohna-Lauck. Auch sein Onkel, Friedrich von Schoeler, war ein preußischer General und Ritter des Schwarzen Adlerordens.

### Militärische Laufbahn
Der Familientradition folgend wurde Schoeler mit seinem Eintritt am 28. April 1824 Berufsoffizier in der Preußischen Armee. Zunächst diente er im Kaiser Franz Grenadier-Regiment und avancierte Mitte November 1825 zum Sekondeleutnant. Von Mitte Februar 1830 bis Anfang April 1833 war er Bataillons- und anschließend bis Ende Juni 1836 Regimentsadjutant. 1838 folgte seine Kommandierung zum Generalkommando des Gardekorps. Schoeler stieg im April 1841 zum Premierleutnant auf und wurde mit der Beförderung zum Hauptmann am 13. April 1847 Kompaniechef. In dieser Eigenschaft nahm er im März 1848 an der Niederschlagung der Revolution in Berlin und im weiteren Jahresverlauf während des Krieges gegen Dänemark am Gefecht bei Schleswig teil. Während seiner Kommandierung als Adjutant beim Oberkommando in den Marken wurde Schoeler Ende November 1849 seinem Regiment aggregiert und zwei Jahre später unter Stellung à la suite zum Adjutanten beim Generalkommando des III. Armee-Korps ernannt. Als Major erfolgte Mitte Juni 1853 seine Versetzung in den Generalstab des Kommandos der Garde-Infanterie. Ende Dezember 1856 kurzzeitig zum Generalkommando des Geradekorps kommandiert, beauftragte man Schoeler am 4. April 1857 mit der Wahrnehmung der Geschäfte als Chef des Generalstabes des VI. Armee-Korps. Nach seiner Beförderung zum Oberstleutnant wurde er am 30. Mai 1857 zum Chef des Stabes ernannt. Er avancierte Ende Mai 1859 zum Oberst und wurde am 5. Mai 1860 mit der Führung der 12. kombinierten Infanterie-Regiments beauftragt, aus dem sich Anfang Juli 1860 das 6. Brandenburgische Infanterie-Regiment Nr. 52 formierte. Schoeler war bis zum 19. Dezember 1863 Regimentskommandeur, wurde anschließend unter Stellung à la suite zum Kommandeur der 31. Infanterie-Brigade ernannt sowie Ende Juni 1864 zum Generalmajor befördert. Im Preußisch-Deutschen Krieg zog Schoeler 1866 bei der Elbarmee, unter dem Kommando des General der Infanterie Eberhard Herwarth von Bittenfeld, in Böhmen ein und zeichnete sich in den Gefechten bei Hühnerwasser und in der Schlacht bei Königgrätz besonders aus. Auf Vorschlag Bittenfelds wurde er durch König Wilhelm I. mit den Orden Pour le Mérite beliehen. Während der Schlussphase des Feldzuges in Böhmen übernahm Schoeler von General August Wilhelm von Horn am 21. Juli 1866 die Führung der 8. Infanterie-Division und wurde Ende September 1866 zum Generalleutnant befördert.
Im Bericht Herwarths von Bittenfeld vom 4. August 1866 an den König, in dem er diesen zur Auszeichnung mit dem Orden vorschlägt, heißt es: „Durch die thatkräftige energische Führung der Avantgarde der Elbarmee während des ganzen Feldzuges und durch seine siegreichen Erfolge in den beiden Gefechten bei Hünerwasser am 26. Juni, in den Gefechten bei Münchengrätz am 28. Juni und in der Schlacht bei Königgrätz am 3. Juli tritt er als einer besonderen Auszeichnung würdig hervor.“
Nach Beginn des Deutsch-Französischen Krieges wurde Schoelers Division im Rahmen des IV. Armee-Korps bis zum 29. Juli 1870 im Raum Mannheim versammelt und marschierte über Toul in Frankreich ein. Nach der Verfolgung traf die 8. Division am 30. August in der Schlacht bei Beaumont wieder auf den Feind. Am 1. September griffen Schoelers Truppen in  die Schlacht von Sedan ein und konnten den verlorenen Vorort Balan zurückzuerobern. Am 16. September erreichte die 8. Division als rechter Flügel der 3. Armee Nanteuil und nahm wenige Tage darauf an der Belagerung von Paris teil. Neben beiden Klassen des Eisernen Kreuzes wurde er mit dem Ritterkreuz des Militär-Max-Joseph-Ordens ausgezeichnet.
Unter Verleihung des Roten Adlerordens I. Klasse mit Eichenlaub wurde Schoeler noch vor dem Friedensschluss am 22. April 1871 in Genehmigung seines Abschiedsgesuches mit Pension zur Disposition gestellt. Nach seiner Verabschiedung erhielt er den Charakter als General der Infanterie.

### Familie
Am 5. April 1848 heiratete er Ottilie Börger (1828–1895), die auch als Schriftstellerin tätig war. Aus der Ehe gingen mehrere Kinder hervor:
- Charlotte (* 1849)
- Mauritia (* 1851)[2]
- Viktor (1852–1932), Kaufmann ⚭ 24. Februar 1892 Janie Cecilia Torras (* 1865)[3]
- Valerie (1853–1933)[3]
- Rüdiger (1855–1909), Major, Träger der Fidicin-Medaille[4]
- Waldemar (1868–1945), Kammerherr und Kabinettsrat des regierenden Fürsten zu Waldeck und Pyrmont ⚭ 23. September 1897 Else (Less) Hepner (1870–1948) (Deren Enkelin war die Schauspielerin Sasha von Scherler[3])